# النشاطات البحرية لدول المحور في المياه الأسترالية

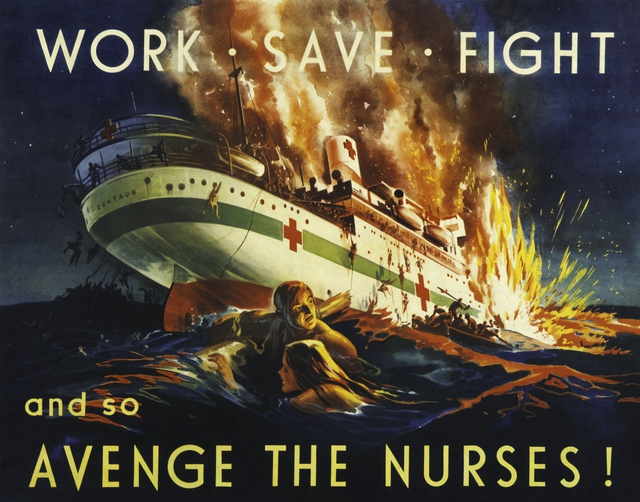
استراليا هي من اهم الحلفاء لدول المحور

على الرغم من أن أستراليا كانت بعيدة عن جبهات القتال الرئيسية، كان هناك نشاط بحري ملحوظ لدول المحور في المياه الأسترالية خلال الحرب العالمية الثانية. دخل المياه الأسترالية بين عامي 1940 و1945 ما يقدّر مجموعه ب54 سفينة حربية وغواصة ألمانية ويابانية هاجمت السفن والموانئ وأهدافًا أخرى. وكان من بين أشهر الهجمات غرق الطراد سيدني إثر هجوم ألماني في نوفمبر من عام 1941، وقصف داروين من قبل الطائرات البحرية اليابانية في فبراير عام 1942 وهجوم الغواصة اليابانية على ميناء سيدني في مايو من عام 1942. إضافة إلى ذلك، تعرضت سفن تجارية عديدة تابعة للحلفاء لأضرار أو للغرق قبالة السواحل الأسترالية بسبب الغواصات والألغام البحرية. كذلك قصفت الغواصات اليابانية عدة موانئ أسترالية وحلقت طائرات تابعة للغواصات فوق عدة عواصم أسترالية.
تطورت تهديدات دول المحور لأستراليا بصورة تدريجية واقتصرت حتى عام 1942 على هجمات عشوائية نفذتها السفن التجارية الألمانية المسلحة. بلغت درجة النشاط البحري لدول المحور ذروتها في النصف الأول من عام 1942 حين قامت الغواصات اليابانية بدوريات لمكافحة الملاحة قبالة سواحل أستراليا، وهاجم الطيران البحري الياباني عدة بلدات في شمال أستراليا. تجدد هجوم الغواصات اليابانية ضد أستراليا في النصف الأول من عام 1943، إلا أنه أوقِف حين دفع الحلفاء اليابانيين إلى مواقع الدفاع. أجرى عدد قليل من سفن المحور البحرية عمليات في المياه الأسترالية في عامي 1944 و1945، ولم يكن لها سوى أثر محدود. نظرًا للطابع العرضي لهجمات دول المحور والعدد القليل نسبيًا من السفن والغواصات المكلّفة، لم تتمكن ألمانيا واليابان من تعطيل الملاحة الأسترالية. في حين أُجبر الحلفاء على نشر ذخائر ضخمة للدفاع عن الملاحة في المياه الأسترالية، لم يكن لذلك تأثير كبير على المجهود الحربي الأسترالي أو العمليات التي قادتها الولايات المتحدة في منطقة جنوب غرب المحيط الهادئ.

## محطة أستراليا والدفاعات الأسترالية
تعريف «المياه الأسترالية» المستخدم في هذه المقالة هو، عمومًا، المنطقة التي حُددت على أنها محطة أستراليا قبل اندلاع الحرب. تتكون هذه المنطقة الشاسعة من المياه المحيطة بأستراليا وغينيا الجديدة الشرقية، وتمتد جنوبًا إلى القارة القطبية الجنوبية. من الشرق إلى الغرب، امتدت من 170 درجة شرقًا في المحيط الهادئ إلى 80 درجة شرقًا في المحيط الهندي، ومن الشمال إلى الجنوب امتدت من خط الاستواء إلى القطب الجنوبي. في حين كان النصف الشرقي من غينيا الجديدة ملكية استعمارية أسترالية خلال الحرب العالمية الثانية ووقع ضمن محطة أستراليا، شكلت العمليات اليابانية في هذه المياه جزءًا من حملتي غينيا الجديدة وجزر سليمان ولم تكن موجهة ضد أستراليا.
كان الدفاع عن محطة أستراليا الشغل الشاغل للبحرية الملكية الأسترالية طيلة الحرب. في الوقت الذي كانت فيه سفن ران RAN تخدم خارج المياه الأسترالية أغلب الأوقات، كانت سفن المرافقة وكاسحات الألغام متاحة لحماية الملاحة في محطة أستراليا في جميع الأوقات. دُعمت سفن المرافقة هذه من قبل عدد صغير من السفن الحربية الكبيرة، مثل الطرادات والطرادات التجارية المسلحة، للحماية من السفن التجارية المسلحة. في حين أرسلت مرافقة مع تحركات الملاحة العسكرية المهمة منذ بداية الحرب، لم تُنشأ القوافل في المياه الأسترالية حتى يونيو 1942. إلا أن السلطات البحرية الأسترالية أغلقت الموانئ أمام الملاحة في أوقات مختلفة بعد مشاهد حقيقية أو مشتبه بها لسفن حربية معادية أو ألغام قبل يونيو 1942.
كانت القوات الجوية الملكية الأسترالية مسؤولة أيضًا عن حماية الملاحة ضمن محطة أستراليا. طوال فترة الحرب، رافقت طائرات القوى الجوية الملكية الأسترالية القوافل وأجرت دوريات استطلاعية ودوريات مكافحة الغواصات من قواعد حول أستراليا. كانت الأنواع الرئيسية من الطائرات المستخدمة هي أفرو أنسون وبريستول بوفورت كونسوليديتد بي بي واي كاتالينا ولوكهيد هودسون. في أعقاب اندلاع حرب المحيط الهادئ، تمركزت الأسراب المقاتلة من القوى الجوية الملكية الأسترالية لحماية الموانئ الأسترالية الرئيسية ورافقت الملاحة في المناطق التي كان يخشى فيها من هجوم جوي.
شهدت أعداد قوات الحلفاء البحرية المخصصة لمحطة أستراليا زيادة كبيرة بعد دخول اليابان في الحرب وبداية الحشد العسكري للولايات المتحدة في أستراليا. دُعمت هذه القوات البحرية بزيادة كبيرة في قوى الدوريات البحرية التابعة للقوى الجوية الملكية الأسترالية ووصول طائرات الدوريات البحرية الأمريكية. بعد الهجمات الأولى للغواصات اليابانية، أنشئ نظام قافلة بين الموانئ الأسترالية، وبحلول نهاية الحرب رافقت القوى الجوية الملكية الأسترالية وسفن ران RAN ما يزيد عن 1100 قافلة على امتداد الساحل الأسترالي. مع انتقال جبهة القتال إلى الشمال وانخفاض تواتر الهجمات في المياه الأسترالية، انخفض عدد السفن والطائرات المخصصة لمهام حماية الملاحة داخل محطة أستراليا بشكل كبير.
بالإضافة إلى القوات الجوية والبحرية المكلفة بحماية الملاحة في المياه الأسترالية، أنشئت دفاعات ثابتة لحماية الموانئ الأسترالية الرئيسية. كان الجيش الأسترالي مسؤولًا عن تطوير الدفاعات الساحلية وتزويدها بالجنود لحماية الموانئ من هجمات السفن التجارية المسلحة للعدو. تتكون هذه الدفاعات عادة من عدد من المدافع الثابتة التي تدافع عنها المدافع المضادة للطائرات والمشاة. وُسعت دفاعات الجيش الساحلية بشكل كبير مع ازدياد التهديد الذي تعرضت له أستراليا بين عامي 1940 و1942، ووصلت إلى ذروتها في عام 1944. كانت البحرية الملكية الأسترالية مسؤولة عن تطوير وتحصين دفاعات المرافئ في الموانئ الرئيسية في أستراليا. تألفت هذه الدفاعات من حواجز ثابتة مضادة للغواصات وألغام مدعومة بزوارق دورية صغيرة، ووُسعت أيضًا إلى حد كبير مع ازدياد التهديد الذي تعرضت له أستراليا. وزرعت سفن ران RAN أيضًا حقول ألغام دفاعية في المياه الأسترالية منذ أغسطس من عام 1941. في حين لم تكن القوات البحرية والجوية المتاحة لحماية الملاحة في المياه الأسترالية كافية إطلاقًا لهزيمة هجوم ثقيل أو منسق، فقد أثبتت أنها كافية لتنظيم دوريات دفاعية ضد الهجمات المتفرقة والحذرة إجمالًا التي شنتها قوات المحور البحرية أثناء الحرب.

## 1939-1941

### السفن التجارية الألمانية المسلحة عام 1940
في حين كانت السفن التجارية المسلحة الألمانية تعمل في غرب المحيط الهندي في عام 1939 وأوائل عام 1940، فإنها لم تدخل المياه الأسترالية حتى النصف الثاني من عام 1940. كانت أولى سفن المحور في المياه الأسترالية هي عابرات المحيط المنتظمة الإيطالية غير المسلحة ريمو ورومولو، واللتين كانتا في المياه الأسترالية حين دخلت إيطاليا الفاشية الحرب في 11 يونيو 1940، بتوقيت شرق أستراليا. في حين أُسرت ريمو بسهولة وهي ترسو في فريمانتل، كان أسر رومولو أكثر صعوبة، إذ غادرت بريزبان في 5 يونيو متجهة إلى إيطاليا. بعد بحث جوي وبحري، اعترضت العابرة إتش إم إيه إس مانورا العابرة رومولو بالقرب من ناورو في 12 يونيو وقام ربانها بإغراقها تفاديًا لوقوعها في الأسر.
كانت السفينة التجارية المسلحة الألمانية أوريون أول سفينة حربية لدول المحور تقوم بعمليات في المياه الأسترالية خلال الحرب العالمية الثانية. بعد قيامها بعمليات قبالة الطرف الشمالي لنيوزيلندا وجنوب المحيط الهادئ، دخلت أوريون المياه الأسترالية في بحر المرجان في أغسطس من عام 1940 وباتت تبعد عن شمال شرق بريزبان 120 ميل بحري (140 ميل، 220 كم) في 11 أغسطس.